# Heptapterus mustelinus
El bagre anguila, resbalosa, lisa, chorrosco o tusca (Heptapterus mustelinus) es una especie de peces de la familia Heptapteridae en el orden de los Siluriformes.

## Morfología
Los machos pueden llegar alcanzar los 20,9 cm de longitud total.

## Hábitat
Es un pez de agua dulce y de clima tropical. Su hábitat natural son cuevas, roca, y ramas apiladas (caramas), cazan de noche y en rios turbios.

## Distribución geográfica
Se encuentran en Sudamérica:  cuencas de los ríos  Uruguay y Río de La Plata, y cuencas fluviales costeras del sur de Brasil y cuentas de rios de Venezuela como río Orinoco, río Portuguesa, río Cojedes y rí tirgua actual río San carlos. En el estado Cojedes del mencionado país tropical se encuentran uno de los mayores números de esta especie.